# Гатауллина, Аксана Радионовна
Аксана Радионовна Гатауллина (род. 17 июля 2000, Санкт-Петербург) — российская легкоатлетка, специализирующаяся в прыжках с шестом. Мастер спорта России международного класса (2018).

## Биография
Родилась 17 июля 2000 года в Санкт-Петербурге. Отец — бывший прыгун с шестом Радион Гатауллин, который также является её тренером. Мать — Татьяна Решетникова, заслуженный тренер России. Аксана окончила школу № 29 в Химках.
Тренируется в ГБУ «ЦСП по лёгкой атлетике», выступает за ЦСКА. Обладательница рекорда России среди девушек (4,45 м в 2017 году) и юниоров (4,55 м в 2018 году). В 2016 году получила звание «Мастер спорта России».
В 2018 году заняла третье место на Мемориале братьев Знаменских и второе место на чемпионате России в Казани, выполнив норматив Мастера спорта международного класса. Участвовала в качестве нейтрального спортсмена в соревнованиях по прыжкам с шестом на чемпионате мира ИААФ среди спортсменов до 20 лет 2018 года.
В 2019 году стала победительницей чемпионата Европы среди юниоров до 20 лет. Зимой получила звание мастера спорта международного класса России.
В 2020 году стала серебряным призёром чемпионата России в Челябинске, по попыткам разделив второе место с Ириной Ивановой.
В 2021 году на соревнованиях «Русская Зима» прыгнула 4,70 м и стала второй, установив личный рекорд и выполнив олимпийский норматив для Олимпиады в Токио 2021. Позже в этом же сезоне выиграла первенство России среди юниоров до 23 лет, завоевав золото первенства России девятый раз.
В 2022 году стала серебряным призёром чемпионата России в помещении, а в 2023 году — бронзовым призёром зимнего чемпионата и серебряным призёром летнего чемпионата.
В июне 2024 года завоевала золото на Мемориале братьев Знаменских и серебро на Неделе лёгкой атлетики в Москве и на играх БРИКС. В июле стала победительницей Кубка России по лёгкой атлетике в Чебоксарах. В августе заняла третье место на чемпионате России по лёгкой атлетике.
В июне 2025 года выиграла Кубок России по лёгкой атлетике в Жуковском.

## Основные результаты

### Международные
| Год  | Соревнования                   | Место проведения   | Место  | Результат |
| ---- | ------------------------------ | ------------------ | ------ | --------- |
| 2017 | Чемпионат Европы среди юниоров | Гроссето, Италия   | 12     | NM        |
| 2018 | Чемпионат мира среди юниоров   | Тампере, Финляндия | 28 (q) | NM        |
| 2019 | Чемпионат Европы среди юниоров | Бурос, Швеция      | 1      | 4,36 м    |

### Национальные
| Год              | Соревнования                 | Место проведения | Место  | Результат |
| ---------------- | ---------------------------- | ---------------- | ------ | --------- |
| 2018             | Чемпионат России в помещении | Москва           | 5      | 4,45 м    |
| 2018             | Чемпионат России             | Казань           | 2      | 4,55 м    |
| 2019             | Чемпионат России в помещении | Москва           | 4      | 4,40 м    |
| 2019             | Чемпионат России             | Чебоксары        | 6      | 4,36 м    |
| 2020             | Чемпионат России в помещении | Москва           | 7      | 4,35 м    |
| 2020             | Чемпионат России             | Челябинск        | 2      | 4,50 м    |
| 2021             | Чемпионат России в помещении | Москва           | NH     | —         |
| 2021             | Чемпионат России             | Чебоксары        | 8      | 4,25 м    |
| 2022             | Чемпионат России в помещении | Москва           | 2      | 4,55 м    |
| 2022             | Чемпионат России             | Чебоксары        | 6      | 4,25 м    |
| 2023             | Чемпионат России в помещении | Москва           | 3      | 4,50 м    |
| 2023             | Чемпионат России             | Челябинск        | 2      | 4,55 м    |
| 2024             |                              |                  |        |           |
| Чемпионат России | Екатеринбург                 | 3                | 4,63 м |           |